# Квинт Аврелий Симах (консул 446 г.)
Квинт Аврелий Симах (на латински: Quintus Aurelius Symmachus) е политик на Западната Римска империя през 5 век.

## Биография
Симах е от gens Аврелии – Симахи. Той е син на Квинт Фабий Мемий Симах (претор 401 г.) и внук на оратора Квинт Аврелий Симах и Рустициана. Баща е на Квинт Аврелий Мемий Симах (консул 485 г.).
През 446 г. той е консул заедно с Флавий Аеций.